# Ново-Вознесенский
Но́во-Вознесе́нский — хутор в Прохладненском районе Кабардино-Балкарской Республики. Входит в состав муниципального образования «Сельское поселение Прималкинское».

## География
Хутор расположен в южной части Прохладненского района, на левом берегу реки Баксанёнок. Находится в 6 км к юго-западу от районного центра Прохладный и в 70 км к северо-востоку от города Нальчик (по дороге).
Граничит с землями населённых пунктов: Матвеевский на севере, Ново-Троицкий на северо-востоке, Ново-Полтавское на юге и Алтуд на западе.
Населённый пункт расположен на наклонной Кабардинской равнине, в равнинной зоне республики. Средние высоты на территории хутора составляют 224 метра над уровнем моря. Рельеф местности представляет собой бугристые предгорные равнины с курганными возвышенностями, и имеющий общий уклон с юго-запада на северо-восток.
Гидрографическая сеть представлена рекой Баксанёнок. К югу от хутора расположены различные запруднённые озёра. Местность высоко обеспечена грунтовой водой.
Климат на территории хутора влажный умеренный. Средняя температура воздуха в июле достигает +23,0°С. Средняя температура января составляет около -2,0°С. Среднегодовое количество осадков составляет около 600 мм. Основные ветры восточные и северо-западные.

## История
Хутор основан в 1898 году переселенцами из Центральных губерний Российской империи, искавшими лучшей жизни на Кавказе, одновременно с селением Ново-Покровский.
В 1922 году хутор был включён в состав образованного Прималкинского сельсовета КБАССР.
С конца 1970-х годов в хуторе проживает диаспора турок-месхетинцев, которые при возвращении из депортации в Средней Азии, не получили возможность вернуться на свою историческую родину —Месхетия в Южной Грузии, и были расселены в различных равнинных районах Северного Кавказа.

## Население
| 2002 | 2010 | 2021 |
| ---- | ---- | ---- |
| 178  | ↘166 | ↗223 |

Национальный состав
По данным Всероссийской переписи населения 2010 года:
| Народ         | Численность, чел. | Доля от всего населения, % |
| ------------- | ----------------- | -------------------------- |
| турки         | 85                | 51,2 %                     |
| русские       | 58                | 34,9 %                     |
| азербайджанцы | 12                | 7,2 %                      |
| другие        | 11                | 6,7 %                      |
| всего         | 166               | 100 %                      |

По данным Всероссийской переписи населения 2021 года:
| Народ             | Численность, чел. | Доля от всего населения, % |
| ----------------- | ----------------- | -------------------------- |
| турки             | 101               | 45,29 %                    |
| русские           | 94                | 42,15 %                    |
| азербайджанцы     | 4                 | 1,79 %                     |
| другие/не указано | 24                | 10,77 %                    |
| всего             | 223               | 100,0 %                    |

Половозрастной состав
По данным Всероссийской переписи населения 2010 года:
| Возраст     | Мужчины, чел. | Женщины, чел. | Общая численность, чел. | Доля от всего населения, % |
| ----------- | ------------- | ------------- | ----------------------- | -------------------------- |
| 0 — 14 лет  | 21            | 16            | 37                      | 22,3 %                     |
| 15 — 59 лет | 57            | 53            | 110                     | 66,3 %                     |
| от 60 лет   | 7             | 12            | 19                      | 11,4 %                     |
| Всего       | 85            | 81            | 166                     | 100,0 %                    |

Мужчины — 85 чел. (51,2 %). Женщины — 81 чел. (48,8 %).
Средний возраст населения — 33,1 лет. Медианный возраст населения — 32,6 лет.
Средний возраст мужчин — 30,1 лет. Медианный возраст мужчин — 30,0 лет.
Средний возраст женщин — 36,2 лет. Медианный возраст женщин — 35,3 лет.

## Инфраструктура
Основные объекты социальной инфраструктуры расположены в центре сельского поселения — селе Прималкинское.

## Улицы
На территории хутора зарегистрировано 4 улицы и 1 переулок:

| Бригадная         |
| Дружбы (переулок) |

| Клубная  |
| Северная |

| Центральная |